# Міддл-Айленд (Нью-Йорк)
Міддл-Айленд (англ. Middle Island) — переписна місцевість (CDP) в США, в окрузі Саффолк штату Нью-Йорк. Населення — 10 546 осіб (2020).

## Географія
Міддл-Айленд розташований за координатами 40°53′9″ пн. ш. 72°56′44″ зх. д. / 40.88583° пн. ш. 72.94556° зх. д. (40.885746, -72.945485).  За даними Бюро перепису населення США в 2010 році переписна місцевість мала площу 21,49 км², з яких 21,34 км² — суходіл та 0,15 км² — водойми.

## Демографія
Згідно з переписом 2010 року, у переписній місцевості мешкали 10 483 особи в 4217 домогосподарствах у складі 2712 родин. Густота населення становила 488 осіб/км².  Було 4479 помешкань (208/км²).
Расовий склад населення:
| - 83,6 % — білих - 8,2 % — чорних або афроамериканців - 3,5 % — азіатів - 0,4 % — корінних американців - 1,9 % — осіб інших рас |

До двох чи більше рас належало 2,3 %. Частка іспаномовних становила 9,3 % від усіх жителів.
За віковим діапазоном населення розподілялося таким чином: 20,1 % — особи молодші 18 років, 62,6 % — особи у віці 18—64 років, 17,3 % — особи у віці 65 років та старші. Медіана віку мешканця становила 42,0 року. На 100 осіб жіночої статі у переписній місцевості припадало 92,7 чоловіків;  на 100 жінок у віці від 18 років та старших — 88,3 чоловіків також старших 18 років.
Середній дохід на одне домашнє господарство  становив 80 009 доларів США (медіана — 68 847), а середній дохід на одну сім'ю — 92 725 доларів (медіана — 84 009). Медіана доходів становила 61 034 долари для чоловіків та 52 022 долари для жінок. За межею бідності перебувало 10,7 % осіб, у тому числі 8,3 % дітей у віці до 18 років та 14,3 % осіб у віці 65 років та старших.
Цивільне працевлаштоване населення становило 4611 осіб. Основні галузі зайнятості: освіта, охорона здоров'я та соціальна допомога — 27,5 %, роздрібна торгівля — 13,7 %, науковці, спеціалісти, менеджери — 10,9 %.